# Vall de les Escorres I
Vall de les Escorres I és un jaciment arqueològic prehistòric situat a la Granadella. Va ser trobat l'any 2010 degut al projecte de millora de la carretera C-242. La prospecció va ser dirigida per l'arqueòloga Daria Calpena.

## Situació geogràfica i geològica
El jaciment està situat al municipi de la Granadella, a la comarca de Les Garrigues. Les seves coordenades UTM X: 299499.06, Y: 4584554.33 i es troba a una altitud de 445 m sobre el nivell del mar. Es troba a una elevació aterrassada d'explotació agropecuària, a la riba dreta de la Vall de les Escorres. La zona en la confluència dels termes municipals de la Granadella, Llardecans i Torrebesses, està envoltada de plantes d'oliveres.

## Descobriment i historiografia del jaciment
Per una part, es tenen referències orals de Mateu Esqueda i Ribes del Grup Cultural de Granyena de les Garrigues i de Xavier Martí de la Granadella.
Per altra banda, l'any 2010 es va realitzar una prospecció visual degut al projecte de millora de la carretera C-242. El qual va passar a ser una actuació de control promogut per INECO - INPASA, amb l'arqueòloga Daria Calpena com a directora Aquest es va realitzar des del 25 de novembre al 10 de desembre del mateix any.

## Descripció
El jaciment està datat del Paleolític mitjà, més concretament, les restes trobades de possible atribució paleolítica el situarien al Mosterià.

## Les troballes
Es té constància de l'aparició de diverses restes lítiques de sílex, trobats entre els camps situats entre dos massos.
Actualment, les restes es troben a la Sala d'Arqueologia del Grup Cultural de Granyena de Les Garrigues.